# Maëva Squiban
Maëva Squiban (/maeva skibɑ̃/), née le 19 mars 2002 à Bohars est une coureuse cycliste française. Elle est membre de l'équipe UAE Team ADQ depuis 2025. Spécialiste des ascensions et des contre-la-montre, elle compte plusieurs victoires professionnelles à son palmarès dont les 6e et 7e étapes du Tour de France 2025.

## Biographie
Maëva Squiban commence jeune le vélo dans le club de Gouesnou où elle signe sa première licence à l'âge de 13 ans.
Elle étudie en filière STAPS aux universités de Brest puis de Poitiers.
Elle est en couple avec Benjamin Didou qui est directeur d'une épreuve cycliste.

## Carrière
En 2017, alors qu'elle court dans la catégorie cadette, elle est sacrée championne de France sur route,,.
En 2019, chez les juniors (moins de 19 ans), Maëva Squiban s'illustre en contre-la-montre en terminant deuxième du championnat de France de la spécialité et en remportant le Chrono des Nations juniors ainsi que le relais mixte des championnats de France. 

### 2020-2023: les débuts professionnels chez Charente Maritime Cycling

#### 2020: première saison en tant que stagiaire
Le 1er juillet 2020, Maëva Squiban rejoint l'équipe française Charente-Maritime en tant que stagiaire. Au cours de cette période, elle participe au Tour international de l'Ardèche et au Grand Prix d'Isbergues, où elle remplit un rôle d'équipière. En août, elle s'illustre aux championnats d'Europe juniors à Plouay avec une médaille d'argent sur le contre-la-montre (à 1 minute de la Néerlandaise Elise Uijen) et une quatrième place sur la course en ligne à l'issue d'un sprint massif.

#### 2021-2023: premières victoires professionnelles
Elle devient professionnelle au début de saison 2021. En 2021 et 2022, elle réalise de bons résultats sans victoire tels que des top 10 sur le Grand Prix du Morbihan ou sur l'Alpes Grésivaudan Classic. C'est en 2023 qu'elle signe sa première victoire UCI sur le Tour d'Estrémadure en mars. Elle récidive quelques mois plus tard en remportant une étape et le classement général du Tour de Charente-Maritime,.

### 2024: confirmation avec Arkéa B&B Hotels

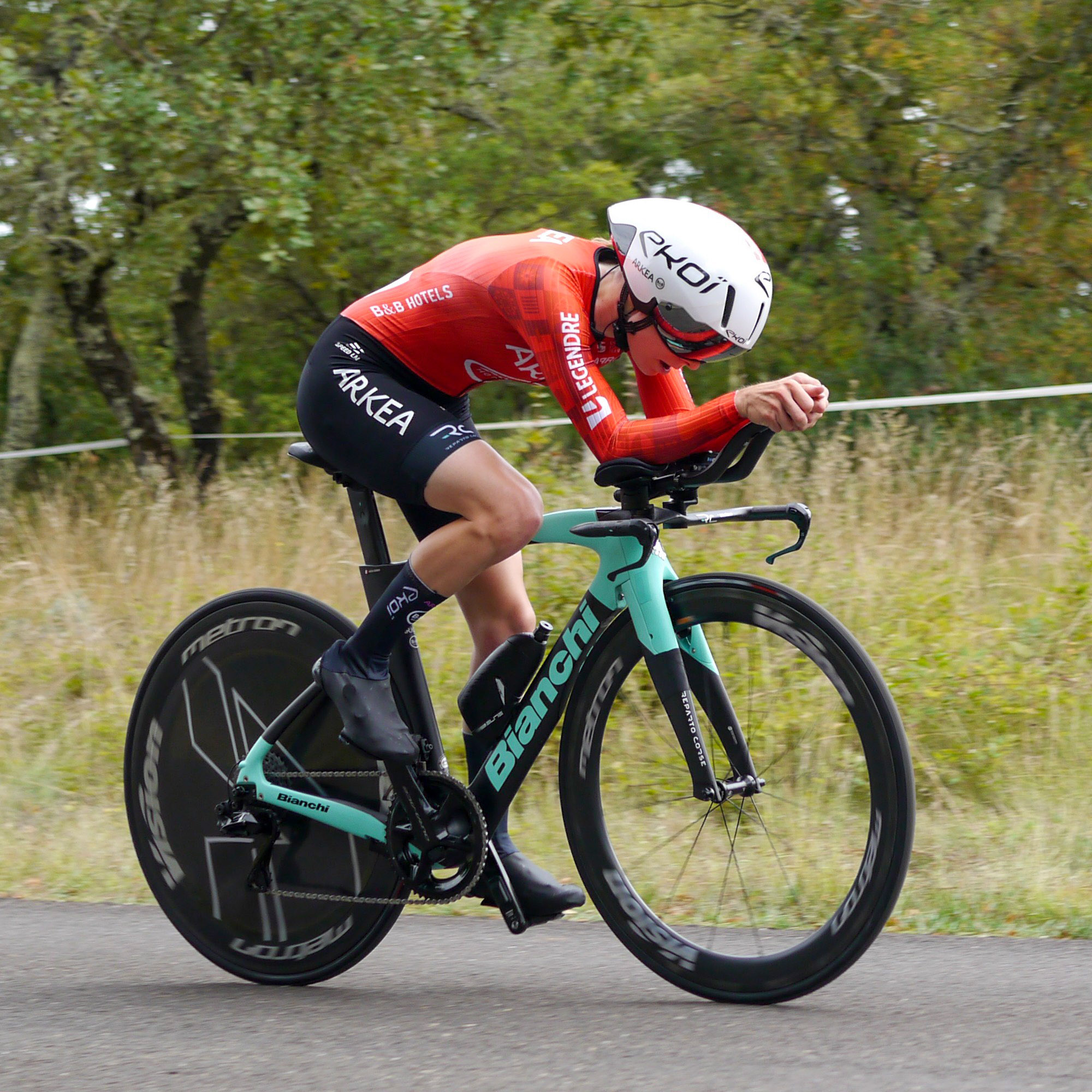
Squiban lors de la 4e étape du Tour de l'Ardèche 2024.

En 2024, Maëva Squiban signe un contrat d'un an avec l'équipe Arkéa-B&B Hotels. Pour ses débuts sous ses nouvelles couleurs, elle remporte la 4e étape du Tour de l'Ardèche, et le maillot de la montagne sur le Tour de Normandie. Elle se classe également deuxième d'une étape du Tour de France Femmes au mois de juillet. En fin de saison, elle termine 3e du Tour de la Semois en terminant notamment 2e de la 1re étape. Elle conclut sa saison par deux top 10, sur le Chrono des Nations et le Tour d'Émilie.  
En octobre, elle officialise un contrat avec l'équipe UAE Team ADQ pour les saisons 2025 et 2026.

### Depuis 2025: UAE Team ADQ

#### 2025: révélation sur le Tour de France avec deux étapes remportées en solitaire
Maëva Squiban commence sa saison 2025 en Espagne à l'occasion du Tour de la Communauté valencienne où elle termine 3e du classement de la montagne. En mars, elle prend le départ du tour d'Estrémadure et s'adjuge la 6e place du classement général. Elle gagne grâce à ses échappées deux classements annexes, celui de la montagne et celui des sprints. Elle participe ensuite aux classiques belges et figure dans la liste de départ de son équipe au Tour d'Espagne au mois de mai.
En mai 2025, elle est accidentellement renversée par une voiture sur les routes varoises,.

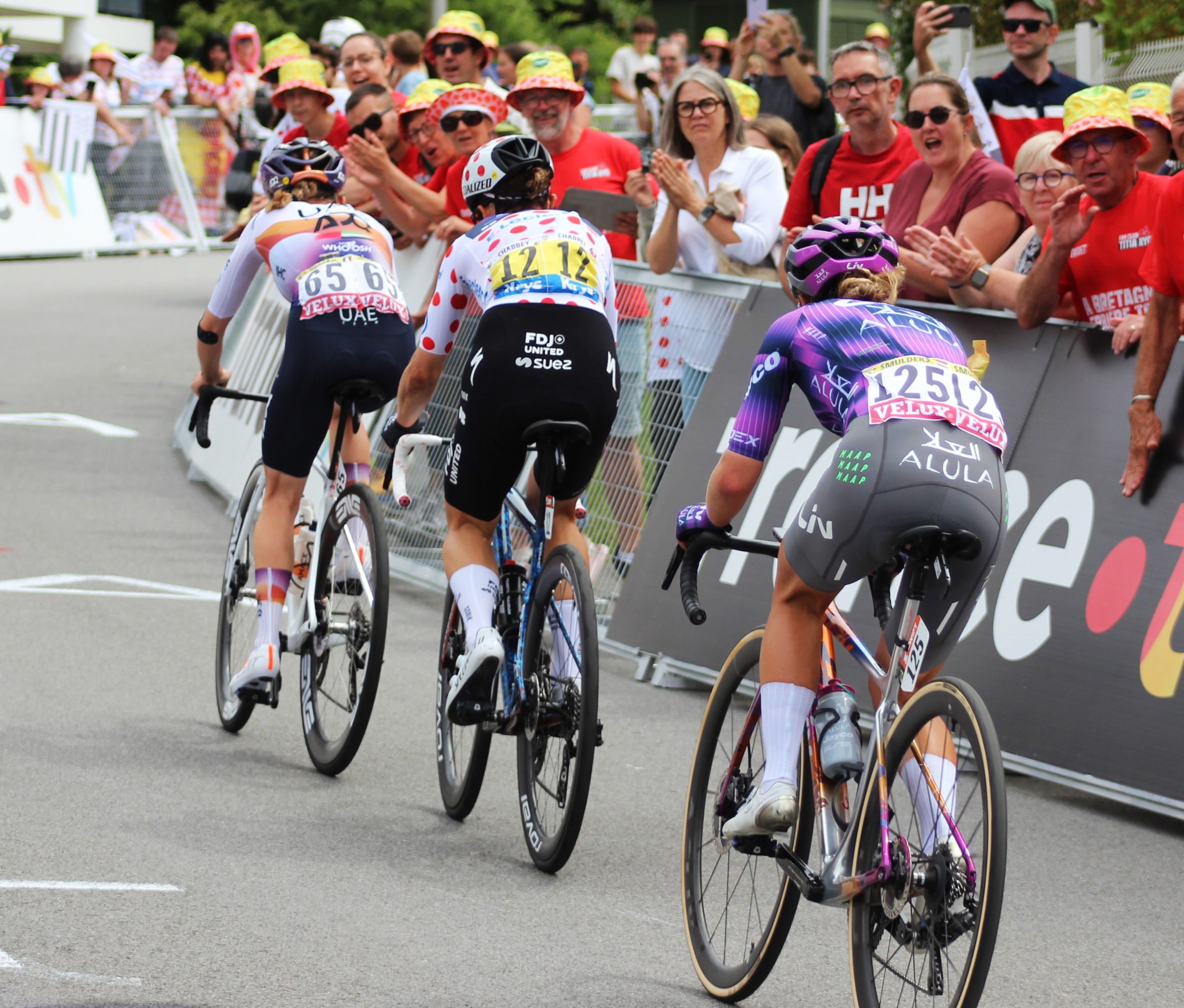
Maëva Squiban (dossard 65) en échappée sur la 2e étape du Tour de France, à l'issue de laquelle elle remportera le prix de la combativité.

En juillet, elle participe pour la 3e fois de sa carrière au Tour de France ; elle est prise dans une chute dès l'étape inaugurale mais parvient à réintégrer le peloton. Le lendemain, elle attaque à 37 kilomètres de la ligne et rejoint l'échappée pour lui donner une seconde vie. Après plus de 25 kilomètres d'échappée où elle prend la majorité des relais, elle est reprise par le peloton mais est récompensée du prix de la Combativité de l'étape,. Après l'étape, elle déclare que c'était « un bon moment », notamment parce que « c'est la première fois que je monte sur le podium du Tour » et qu'elle est « à la maison et avec tous les Bretons ».

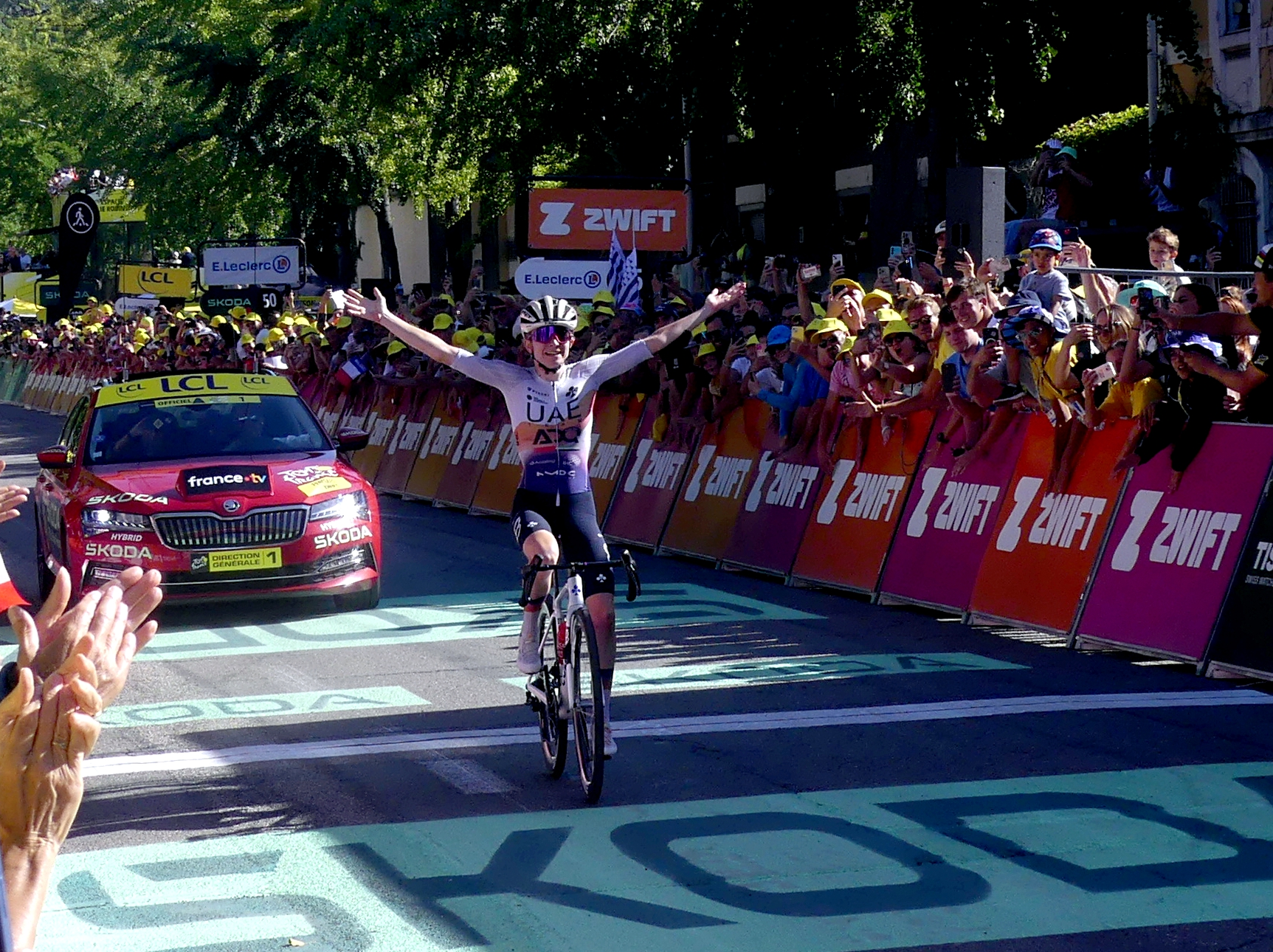
Maëva Squiban franchissant la ligne d'arrivée à Chambéry sur la 7e étape du Tour de France.

Lors de la 5e étape, elle place une attaque à 17 kilomètres de l'arrivée et s'échappe en solitaire à partir des 10 derniers kilomètres, dans la bosse finale. Dotée d'une avance n'excédant pas les 10 secondes, l'accélération de Chloé Dygert est finalement fatale pour la Française qui est rattrapée à 2 200 mètres de la bascule et de la descente vers l'arrivée. Le lendemain, au pied du col du Chansert, elle attaque alors que l'échappée matinale est déjà reprise. La Française prend 1 minute d'avance sur le peloton durant l'ascension et accroît cette avance dans la descente. Elle s'impose ainsi en solitaire à Ambert. Squiban récidive lors de la 7e étape. Membre de l'échappée matinale, elle passe en tête de tous les classements de la montagne avant de se débarrasser de ses partenaires d'échappée pour remporter une deuxième étape consécutive en solitaire à Chambéry. Elle remporte finalement le prix de la super-combativité de ce Tour, après avoir été sa lauréate à trois reprises en neuf jours,.

## Palmarès sur route

### Par années
- 2017
  -  Championne de France sur route cadettes
- 2019
  - Chrono des Nations juniors
  -  Championne de France du relais mixte juniors
  - 2e du championnat de France du contre-la-montre juniors
- 2020
  -  Médaillée d'argent du championnat d'Europe du contre-la-montre juniors
  - 4e du championnat d'Europe sur route juniors
- 2021
  - 2e du championnat de France sur route espoirs
  - 2e du Tour de Charente-Maritime
  - 3e du championnat de France du contre-la-montre espoirs
  - 3e de la Classic Féminine de Vienne Nouvelle-Aquitaine
  - 3e du championnat de Bretagne sur route
  - 3e de la Classique de Vienne Nouvelle-Aquitaine
- 2023
  - Tour de Charente-Maritime
    - Classement général
    - 2e étape (contre-la-montre)

  - 2e étape du Tour d'Estrémadure
  - 2e du championnat de France du contre-la-montre espoirs
  - 3e du championnat de France sur route espoirs
- 2024
  - 4e étape du Tour de l'Ardèche (contre-la-montre)
  - 3e du Tour de la Semois
- 2025
  - 6e et 7e étapes  du Tour de France

### Résultats sur les grands tours

#### Tour de France
3 participations
- 2022 : abandon (3e étape)[31]
- 2024 : 40e
- 2025 : 15e, vainqueure des 6e et 7e étapes,  vainqueure du prix de la combativité

#### Tour d'Espagne
1 participation
- 2025 : 61e

### Classements mondiaux
| Année                                 | 2021 | 2022 | 2023 | 2024 |
| ------------------------------------- | ---- | ---- | ---- | ---- |
| Classement UCI                        | 230e | 542e | 334e | 104e |
| UCI World Tour                        | nc   | nc   | nc   | 166e |
|                                       |      |      |      |      |
| Légende : nc = non classéSource : UCI |      |      |      |      |

## Palmarès en cyclo-cross
- 2018
  - 2e du championnat de France de cyclo-cross cadettes
- 2019
  - 3e du cyclo-cross du Mingant